# Fredy Valencia
Fredy Alexander Valencia Ramos (* 16. August 2001 in Bello) ist ein kolumbianischer Fußballspieler.

## Karriere
Valencia begann seine Karriere bei Universitario Popayán. Im Juli 2017 stand er gegen den Barranquilla FC erstmals im Kader der Profis. Sein Debüt in der Categoría Primera B gab er schließlich im März 2018, als er am fünften Spieltag der Saison 2018 gegen den Atlético FC in der Startelf stand. In der Saison 2018 kam er zu insgesamt 13 Einsätzen in der zweithöchsten kolumbianischen Spielklasse. In der Hinserie der Saison 2019 spielte er 13 Mal für Popayán in der Categoría Primera B. Im Juli 2019 wurde der Verein als Boca Juniors de Cali neu gegründet, woraufhin sich Valencia den Boca Juniors anschloss. Im August 2019 erzielte er bei einer 3:1-Niederlage gegen Barranquilla sein erstes Tor für die Boca Juniors. Für diese kam er insgesamt zu 18 Zweitligaeinsätzen.
Im September 2020 wechselte Valencia zum österreichischen Bundesligisten LASK, bei dem er einen bis Juni 2024 laufenden Vertrag erhielt. Zunächst sollte er aber für das zweitklassige Farmteam FC Juniors OÖ zum Einsatz kommen. Im Februar 2021 stand er gegen den TSV Hartberg schließlich erstmals im Kader des LASK. Sein Debüt in der Bundesliga gab er schließlich im Juli 2022 gegen den FK Austria Wien. Dies sollte allerdings sein einziger Einsatz für den LASK bleiben, im Januar 2023 wurde sein Vertrag aufgelöst.
Im Anschluss wechselte er im April 2023 zurück in seine Heimat zum Zweitligisten Deportes Quindío.